# Fritz Wittels

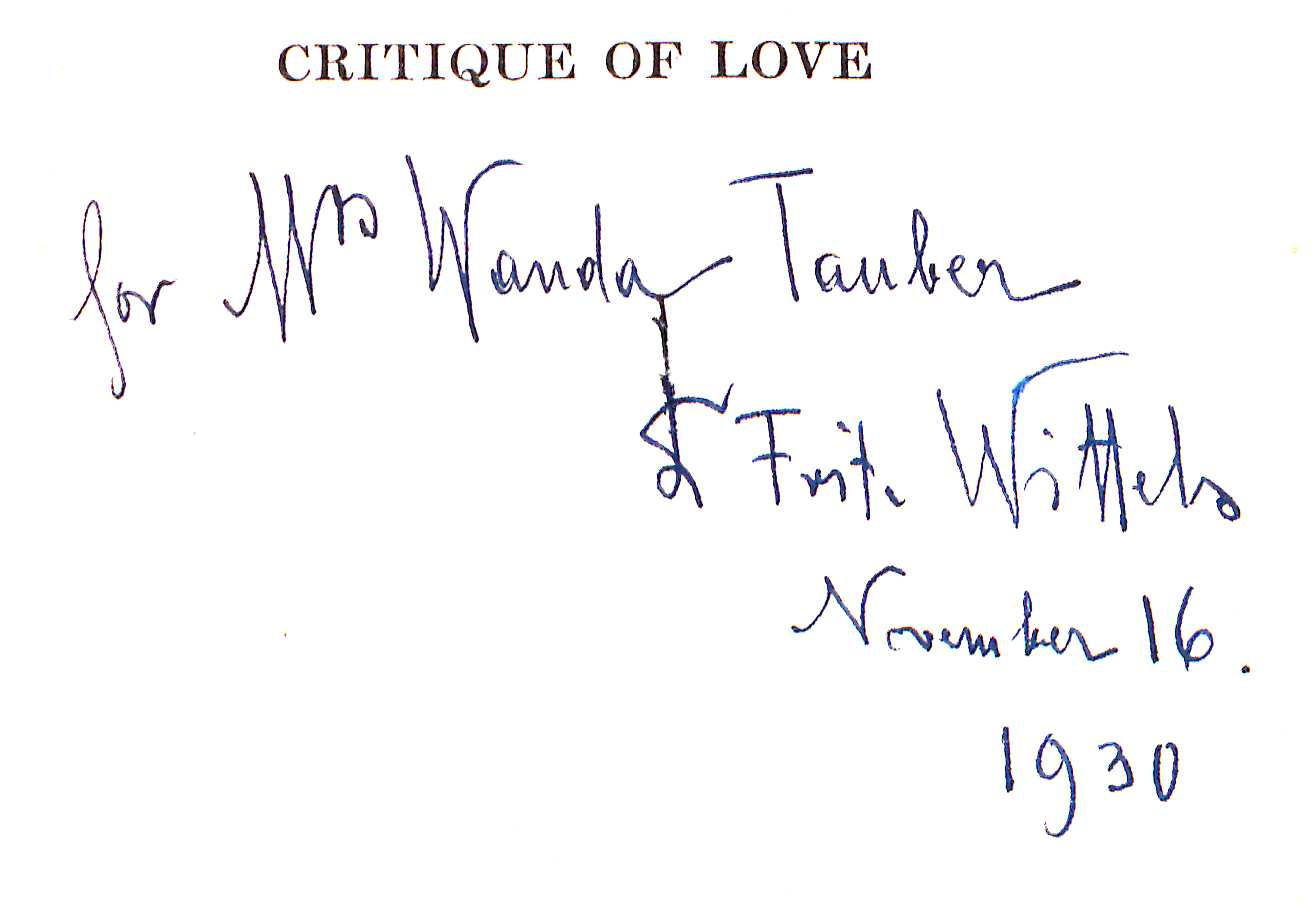
Widmung für Wanda Tauber (1930)

Fritz Wittels, eigentlich Siegfried Wittels (geboren 14. November 1880 in Wien, Österreich-Ungarn; gestorben 16. Oktober 1950 in New York City) war ein austroamerikanischer Arzt, Psychoanalytiker und Schriftsteller.

## Leben
Fritz Wittels Eltern waren der Börsenmakler Rubin Wittels (1849–1908) und Charlotte Fuchs (1852–1887), beide stammten aus dem Kronland Galizien. Er hatte vier Geschwister aus dieser Ehe und zwei Halbgeschwister aus der zweiten Ehe seines Vaters mit Malke Sadger, einer Schwester Isidor Sadgers. Er selbst leitete seine Herkunft vom Kabbalisten Chaim Vital her. Wittels besuchte das Maximiliansgymnasium und studierte Medizin, wurde 1904 promoviert und arbeitete anschließend vier Jahre als Hospitant, Aspirant und schließlich Sekundararzt bei Julius Wagner-Jauregg im Wiener Allgemeinen Krankenhaus. Schon mit siebzehn Jahren veröffentlichte er sein erstes Drama Die Nixen.
Im Frühjahr 1906 entdeckte er für sich die Psychoanalyse, begann Sigmund Freuds Vorlesungen zu besuchen und wurde Mitglied der Psychologischen Mittwoch-Gesellschaft. Er schrieb unter diesem Einfluss Kurzgeschichten und konnte Karl Kraus überzeugen, sie in der Zeitschrift Die Fackel abzudrucken. Zwischen Februar 1907 und Mai 1908 erschienen fünf Kurzgeschichten und sieben Aufsätze zu wissenschaftlichen Themen in der Fackel.
Sein Essay über die Geburtenkontrolle und das Abtreibungsverbot, den er unter dem Pseudonym „Avicenna“ in der Fackel veröffentlichte, fand Freuds Interesse, und er lud Wittels zu den Treffen der Mittwoch-Gesellschaft ein. Auf Betreiben seines Onkels Isidor Sadger wurde er 1907 in die Gesellschaft aufgenommen und hielt im April 1907 den Vortrag „Tatjana Leontiew“ über weibliche Attentäterinnen. Avicennas Aufsatz „Weibliche Ärzte“, in dem er die Frauenbewegung als Hysterie-Produkt pathologisiert und sich scharf gegen deren auf Bildung und Berufstätigkeit von Frauen gerichteten Ziele ausspricht, wurde in der Mittwoch-Gesellschaft thematisiert. Wittels Konzept der sexuellen Befreiung der Frau war an seiner Vorstellung einer Hetäre orientiert und stieß in dem Kreis auf Ablehnung und Kritik, ebenso sein Wortspiel coito ergo sum. Bis 1910 folgten noch vier Vorträge. In der Fackel schrieb er unter dem Titel „Das Kindweib“ über die Menage a trois, die ihn zu dieser Zeit mit Kraus und Irma Karczewska verband. Im  Januar 1908 eröffnete Wittels eine Privatpraxis im Zentrum Wiens, Am Graben Nr. 13. Im April 1908 nahm er am 1. Psychoanalytischen Kongress in Salzburg teil. Er heiratete Yerta Pick, die Tochter des Prager Psychiaters Arnold Pick, die allerdings bald darauf an Leukämie starb.
Im Herbst 1908 veröffentlichte Wittels einen Band mit Erzählungen aus der Fackel unter dem Titel Alte Liebeshändel, dem er eine Widmung an Karl Kraus voranstellte, und er widmete eine Artikelsammlung aus der Fackel unter dem Titel Die sexuelle Not seinem  „Lehrer Professor Dr. Sigmund Freud verehrungsvoll zugeeignet“, was einen Affront gegen Kraus darstellte, der ihn dafür in der Fackel bloßstellte. Wittels begann 1909 mit der Arbeit an dem Schlüsselroman Ezechiel der Zugereiste, um sich an Kraus zu rächen. Freud versuchte auf Wittels einzuwirken, den Text nicht erscheinen zu lassen, woraufhin Wittels aus Trotz die Wiener Psychoanalytische Vereinigung (WPV) am 5. Oktober 1910 verließ. Das Buch erschien in Wien und in Berlin und enthielt beleidigende Passagen gegen Karczewska, Kraus, Karl Hauer und andere. In Berlin wurde der, von Kraus als spiritus rector, eingeleitete Beleidigungsprozess gegen den deutschen Verleger gewonnen, und der weitere Verkauf wurde in Deutschland, nicht aber in Österreich-Ungarn, verboten.
1910 gab Wittels seine Privatpraxis mangels Erfolg auf und nahm eine Stelle im privaten Wiener Cottage Sanatorium an, dessen Direktor Rudolf Urbantschitsch ebenfalls Mitglied der WPV war. Wittels arbeitete  dort 15 Jahre als Stationsarzt. Innerhalb von drei Jahren veröffentlichte er die Werke Tragische Motive: Das Unbewußte von Held und Heldin, Alles um Liebe: eine Urweltdichtung, Der Juwelier von Bagdad, sowie das dem Andenken seiner Frau Yerta gewidmete Buch Über den Tod und Über den Glauben an Gott: Zwei Vorträge. Wittels wurde 1914 als Militärarzt eingezogen und leistete fünf Jahre Kriegsdienst, an der russischen und italienischen Front und für drei Jahre beim Verbündeten im Osmanischen Reich.
1919 unterstützte Wittels den „Verein für allgemeine Nährpflicht“ an, eine Organisation, die den Ideen von Josef Popper-Lynkeus nachging. Er schrieb Artikel für die sozialdemokratische Zeitung Der Abend. 1920 heiratete Wittels Lilly Krishaber, sie hatten den Sohn Hans Rudolf (John R. Wittels).
Wittels schloss sich nun dem Psychoanalytiker und scharfem Freudkritiker Wilhelm Stekel an und machte bei ihm eine Lehranalyse. 1923 veröffentlichte er eine Biografie Freuds, die gleichzeitig eine populärwissenschaftliche Einführung in die Psychoanalyse sein sollte: Sigmund Freud. Der Mann, die Lehre, die Schule. Freud war über das Buch nicht erfreut und schickte Wittels eine lange Liste von Errata und sachlichen Falschdarstellungen. Nachdem Wittels 1925 mit Stekel gebrochen hatte,  wurde er 1927 in aller Form wieder als Mitglied der IPA aufgenommen. Wittels engagierte sich mit Vorträgen und Zeitschriftenartikeln für die Öffentlichkeitsarbeit der IPA und veröffentlichte zwischen 1925 und 1928 vier weitere Bücher: Die Technik der Psychoanalyse (1926), Die Psychoanalyse: Neue Wege der Seelenkunde (1927), Die Befreiung des Kindes (1927) und Die Welt ohne Zuchthaus (1928). 1925 rezensierte er Siegfried Bernfelds Sisyphos oder die Grenzen der Erziehung.
1928 wurde er von Alvin Johnson eingeladen, an der New School for Social Research in New York Vorlesungen über Psychoanalyse zu halten, auch in den Folgejahren erhielt er Einladungen zu Gastvorträgen in den USA. Er sprach auch vor der New York Psychoanalytic Society. 1931 erschien Wittels grundlegend überarbeitete Freud-Biographie Freud and His Time als eine allgemeine Einführung in die Psychoanalyse und ihre Anwendungsmöglichkeiten in anderen Disziplinen der Humanwissenschaften.
Im März 1932 übersiedelte Wittels mit der Familie in die USA und er wurde Mitglied der New York Psychoanalytic Society, der American Psychoanalytic Association und der American Psychiatric Association. 1933 erschienen mit Revision of a Biography auf Englisch bzw. unter dem Titel Nachtrag zu meinem Buche Sigmund Freud auf Deutsch Zeitschriftenartikel, in denen er einige Behauptungen aus der ersten Fassung seiner Freud-Biografie widerrief. Freud nahm ihm diesen Einstellungswandel aber nicht ab und verdächtigte ihn des Opportunismus.
Bis 1938 unterrichtete Wittels an der New School for Social Research, er wurde Fellow der New York Academy of Medicine, außerdem war er am New York Psychoanalytic Institute, am Bellevue Hospital der New York University und als assoziierter Psychoanalytiker an der Columbia University tätig. 1940 erhielt er die US-amerikanische Staatsbürgerschaft. Sein letztes Buch, The Sex Habits of American Women, wurde 1951 posthum veröffentlicht.

## Schriften (Auswahl)

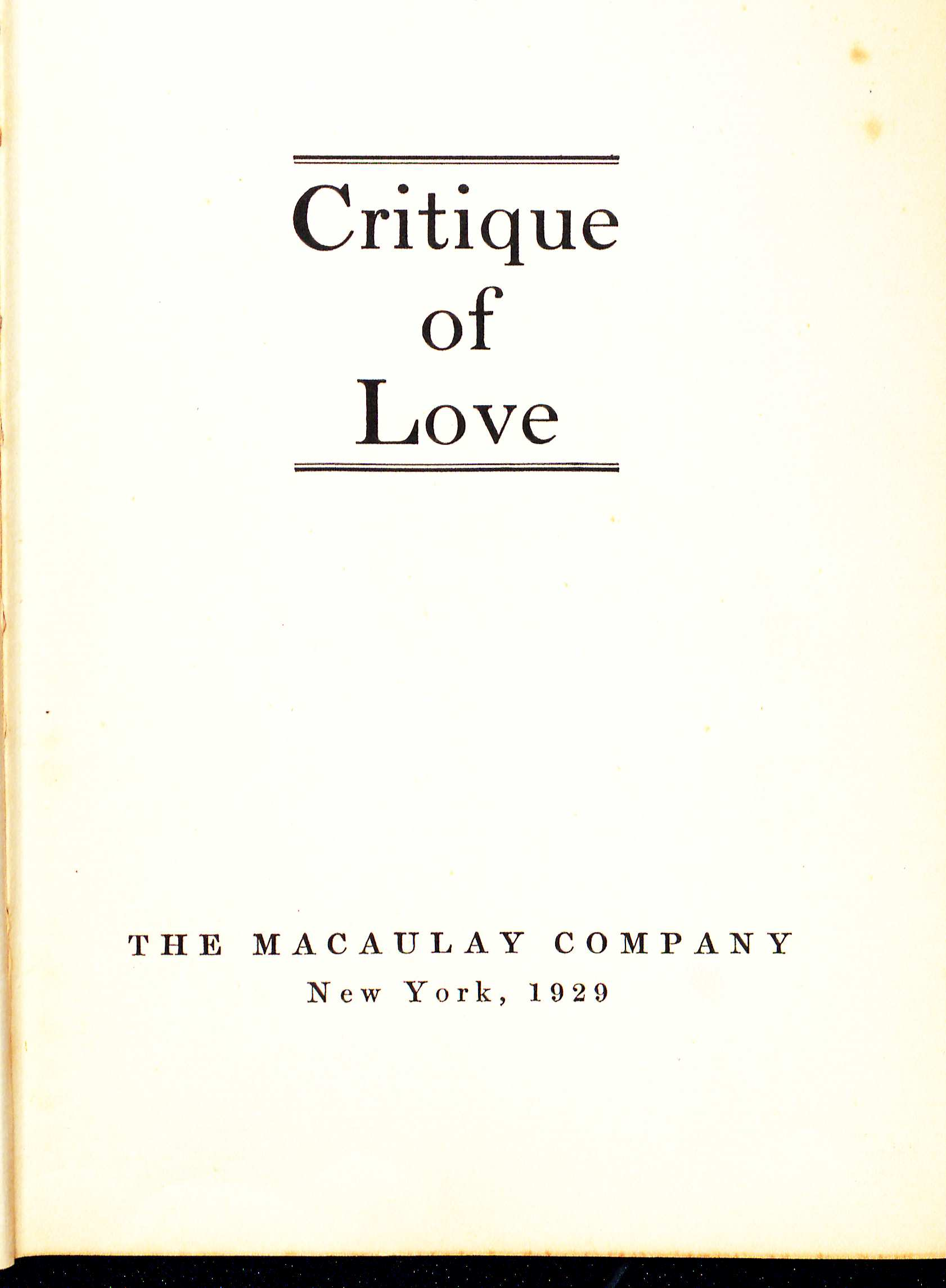
Critique of love (1929)

- Die Nixen. Ein Märchendrama in fünf Akten. Wien, 1897
- Der Taufjude. Wien, 1904
- Die sexuelle Not. Wien, Leipzig, C.W. Stern, 1907; 1909
- Alte Liebeshändel. Wien, 1909
- Ezechiel der Zugereiste : Roman. Berlin : Egon Fleischel, 1910.
- Tragische Motive: Das Unbewußte von Held und Heldin. Berlin : Egon Fleischel, 1911
- Alles um Liebe: eine Urweltdichtung (Berlin 1912),
- Der Juwelier von Bagdad. Berlin : Fleischel, 1914
- Über den Tod und Über den Glauben an Gott: Zwei Vorträge. Wien : Pertes, 1914
- Die Vernichtung der Not. Leipzig ; Wien : Anzengruber-Verlag Brüder Suschitzky, 1922
- Zacharias Pamperl oder Der verschobene Halbmond : Satirischer Roman. Wien : H. Goldschmiedt, 1923
- Sigmund Freud : Der Mann, die Lehre, die Schule. Wien : Tal & Co., 1924
  - Freud and his time : The influence of the master psychologist on the emotional problems in our lives. Übers.: Louise Brink. 1931, London 1956
- Wunderbare Heilungen durch göttliche Hilfe, Zaubersprüche, moralische Kräfte, durch Tier. Magnetismus, Hypnose und Suggestion. Wien : Anzengruber-Verlag, 1925
- Die Technik der Psychoanalyse. München : J. F. Bergmann, 1926
- Die Psychoanalyse: Neue Wege der Seelenkunde. Wien : Steyrermühl, 1927
- Die Befreiung des Kindes. Stuttgart : Hippokrates-Verlag, 1927
- Die Welt ohne Zuchthaus. Stuttgart : Hippokrates-Verlag, 1928
- Critique of love. New York: The Macaulay Company, 1929
- Freud and his time. New York, 1931
  - Freud and the childwoman : the memoirs of Fritz Wittels. New Haven : Yale University Press, 1995
  - Freud und das Kindweib : die Erinnerungen von Fritz Wittels. Hrsg. von Edward Timms. Aus dem Englischen Marie-Therese Pitner. Wien : Böhlau, 1996
- The Sex Habits of American Women. New York : Eton Books, 1951